# Lužičkosrpski jezici
Lužičkosrpski jezici, podskupina od dva zapadnoslavenska jezika koji se govore na istoku Njemačke, u Gornjim i Donjim Lužicama (njem. Ober- und Niederlausitz), po kojima su i dobili imena. To su prijelazni jezici između lehitske i češko-slovačke skupine zapadnoslavenskih jezika. 

## Povijest
Sama je lužička kultura kultura brončanoga i ranoga željeznog doba. Slavenski ju arheolozi smatraju protoilirskom kulturom. Proširena je po čitavoj središnjoj Europi, a njeni utjecaji sežu do Skandinavije, Engleske, Francuske, Španjolske, Italije i Balkanskog poluotoka. Lužički Srbi ili Lužičani ostatak su brojnoga slavenskoga stanovništva koji su u prvomu tisućljeću nastanjivali područje između Odre i Labe. Danas se lužičkosrpskim jezicima služi samo mali postotak njemačkoga stanovništva, njih stotinjak tisuća, i pretežno su protestanti.
Kulturno udaljavanje Lužičana započelo je nakon Bečkoga kongresa kada su Donja Lužica i dio Gornje pripali Pruskoj, a ostatak Saskoj. Lužičani se nikada nisu sporazumjeli o prihvaćanju jednoga književnoga ili standardnoga jezika.

### Gornjolužičkosrpski i donjolužičkosrpski
Lužičkosrpski jezici dijeli se na dva glavna narječja iz kojih su se razvila i dva književna jezika: gornjolužičkosrpski (Hornjoserbsce) i donjolužičkosrpski (Dolnoserbski). Gornjolužičkosrpski se govori na jugu i bliži je češkomu i slovačkomu, a donjolužičkosrpski se govori na sjeveru i bliži je lehitskim jezicima. Gornjolužičkosrpskim govori oko 55 000 govornika, od čega je 15 tisuća katolika. Središte im je grad Budišin (njem. Bautzen) gdje je 1595. tiskana prva knjiga na tom jeziku, Molerov prijevod Maloga katekizma Martina Luthera. Prvi pisani spomenik Zakletva budišinskih Srba potječe iz druge polovine 15. stoljeća. Katolički se književni jezik razvio u 17. stoljeću. Prva je tiskana gornjolužičkosrpska gramatika isusovca Jakoba Xavera Ticina Principia linguae wndicae, tiskana 1679. u Pragu. Krajem 17. i početkom 18. stoljeća preveo je Jurij Hawštyn Swětlik cijelu Bibliju, a 1721. objavio i prvi rječnik Vocabularium Latino-Serbicum. Protestantski je književni jezik utemeljen prijevodom Novog zavjeta Michala Frencela iz 1706. godine. Ta je inačica kodificirana u Wendische Gramatica Georga Matthaeija iz 1721., a cijela je Biblija za protestante tiskana u Budišinu 1728.
U četrdesetim godinama 19. stoljeća jača nacionalna svijest Lužičana i težnja za autonomijom. Te su težnje ojačale nakon osnivanja Maćice serbske 1847. i društva Domovina 1912. Nakon Prvoga svjetskog rata na mirovnoj konferenciji u Parizu propada pokušaj formiranja vlastite države. Za hitlerovske diktature lužičkosrpske su kulturne ustanove likvidirane, istaknuti domoljubni dijelovi društva su zatvoreni ili raseljeni, a javna se uporaba jezika zabranila. Nakon 1945. u svjetovnom je tisku postignuta puna jezična sloboda, njemačkim ustavom Lužičanima je zajamčena kulturna autonomija, obnovljene su prosvjetne ustanove i izlazi stanovit broj novina i časopisa. 
Donjolužičkosrpskim jezikom govori oko 12 000 ljudi u četrdesetak sela u Donjim Lužicama, a središte je grad Chociebuz (njem. Cottbus). Prve donjolužičkosrpske glose i onomastičke potvrde potječu iz 12. stoljeća, a najstariji pisani spomenici iz 16. stoljeća. Krajem 17. i početkom 18. stoljeća počinje oblikovanje književnoga jezika. Prva gramatika potječe iz 1761., Niederlausitzschen Wendischen Grammatica, autora Johanna Gottlieba Hauptmanna, a prvi rječnik objavljuje 1847. Johann Georg Zwahr pod nazivom Niederlausitz-wendisch-deutsche Handwörterbuch. Donjolužičkosrpski se piše latiničnim pismom koje ima 38 znakova, a gornjolužočkosrpsko ima 37 i među njima postoje donekle različiti dijakritički znakovi. Postoji i posredni govor između ova dva jezika, tzv. mužakovski govor.

## Gramatika
Za oba je jezika karakterističan naglasak na prvomu slogu. Gubi se kvantitativna opozicija kod samoglasnika (tako ọ prelazi u u; ě se u nenaglašenom slogu izgovara ie, a piše ē; u prelazi u nenaglašeno e; e se pred tvrdim suglasnikom i na kraju riječi mijenja u o – npr. žona:žena; morjo:more). 
Dvojina je sačuvana u deklinaciji i konjugaciji. 
Infinitiv u gornjolužičkosrpskom jeziku završava na -ć, a u donjolužičkosrpskom na -ś. U rječniku ima mnogo njemačkih posuđenica.

## Vanjske poveznice
- Ethnologue (14th)
- Ethnologue (15th)
- Wikipedija na gornjolužičkosrpskom jeziku
- Wikipedija na donjolužičkosrpskom jeziku
- Gornjolužičkosrpsko-njemački rječnik